# Wyspy Rozproszone

Położenie wysp

Wyspy Rozproszone, Wyspy Rozproszone Oceanu Indyjskiego (fr. Îles éparses, Îles éparses de l'océan Indien) – cztery niewielkie koralowe wyspy oraz grupa wysp, położone na Oceanie Indyjskim, pozostające pod administracją francuską. Żadna z nich nie jest zamieszkana, choć na części z nich znajdują się posterunki wojskowe, regularnie odwiedzane przez patrole. 

## Wyspy
Do Wysp Rozproszonych zaliczają się: Europa, Juan de Nova, wyspy Glorieuses i atol Bassas da India, położone w Kanale Mozambickim pomiędzy Madagaskarem a wybrzeżem Afryki, oraz wyspa Tromelin położona na wschód od Madagaskaru. Francja uznaje za część swojej wyłącznej strefy ekonomicznej także rafę Banc du Geyser, położoną pomiędzy Majottą a wyspami Glorieuses.
Wyspy uznane są za rezerwaty przyrody. Znajdują się na nich jedynie lądowiska dla samolotów i stacje meteorologiczne, które dostarczają niezbędnych danych, służących m.in. przewidywaniu cyklonów zagrażających Madagaskarowi, Reunionowi i Mauritiusowi. Stacji nie posiada tylko atol Bassas da India, którego prawie cały obszar jest zalewany podczas przypływów.

## Status wysp
Do 2005 roku Wyspy Rozproszone pozostawały pod administracją departamentu zamorskiego Reunion, a później Francuskich Terytoriów Południowych i Antarktycznych. 22 stycznia 2007 formalnie zostały włączone do Francuskich Terytoriów Południowych i Antarktycznych jako ich piąty dystrykt. Nie są one częścią Unii Europejskiej, jak np. Reunion.
Roszczenia co do własności wysp zgłasza kilka sąsiednich państw. Mauritius rości sobie prawa do wyspy Tromelin, a Madagaskar do pozostałych wysp, w tym Glorieuses i rafy Banc du Geyser, do których pretensje zgłaszają także Komory.